# Forbes 500
A Forbes 500 era uma lista das 500 maiores empresas dos Estados Unidos produzida pela revista Forbes. A lista era calculada pela combinação de cinco fa(c)tores: vendas, lucro, a(c)tivos, valor de mercado e número de empregados. A lista foi publicada pela última vez em março de  2003 (baseada em dados de 2002 das empresas); não é mais publicada anualmente e foi substituída pela Forbes Global 2000, a qual inclui empresas não-estadunidenses mas é calculada em bases similares à antiga Forbes 500 (embora não inclua quantidade de empregados).